# Major (Royaume-Uni)
Pour les articles homonymes, voir Major (homonymie).
Major (Maj) est un grade militaire utilisé à la fois par l'armée britannique et les Royal Marines. Le grade est supérieur à celui de captain et subordonné à celui de lieutenant-colonel. L'insigne d'un major est une couronne. Le grade équivalent dans la Royal Navy est celui de lieutenant commander et celui de Squadron leader dans la Royal Air Force.

## Histoire
À l'époque des guerres napoléoniennes, un bataillon d'infanterie comptait généralement deux majors, appelés « major principal » et « major subalterne ». Le major principal fait office de commandant en second et les majors commandent souvent des détachements de deux ou plusieurs  compagnies séparées du corps principal. Le commandant en second d’un bataillon ou d'un régiment est toujours un major.

Insigne de grade de col de major de 1856 à 1867
Insigne de grade de col de major de 1867 à 1880
Insigne d'épaule de major de 1881 à 1902

Pendant la Première Guerre mondiale, les majors portaient les insignes de manchette suivants :

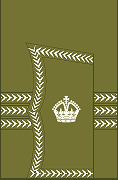
Insigne de grade de major de 1902 à 1920 (modèle général)
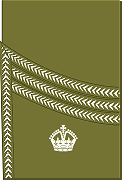
Insigne de grade de major de 1902 à 1920 (modèle écossais)

Pendant la Première Guerre mondiale, certains officiers ont commencé à porter des vestes similaires à celles des hommes, avec les insignes de grade sur l'épaule, car les insignes de manchette les rendaient visibles pour les tireurs d'élite. Cette pratique était désapprouvée en dehors des tranchées, mais elle a été officiellement approuvée en 1917 comme solution de rechange, et est devenue permanente en 1920 lorsque les insignes de manchette ont été abolis.
Du 1er avril 1918 au 31 juillet 1919, la Royal Air Force a maintenu le grade de major. Le lendemain, il est remplacé par le grade de chef d'escadrille.
Au cours de la Première Guerre mondiale, les majors commandaient souvent des compagnies, des escadrons et des batteries indépendantes, mais ceux qui faisaient organiquement partie d'un régiment ou d'un bataillon étaient encore généralement commandés par des capitaines. Après la Seconde Guerre mondiale, le grade de major est devenu le grade habituel des officiers commandant toutes les compagnies, escadrons et batteries. Dans l'armée britannique du XXIe siècle, les officiers atteignent normalement ce grade après huit à dix ans de service militaire. Une fonction courante pour un major est le commandement d'une sous-unité de 120 officiers subalternes et soldats au maximum .